# Io più te
Io più te è il settimo album del cantante napoletano Tony Colombo, del 2001.

## Tracce
1. Ma comm'e bella
2. 10 aprile
3. Mia cara Luna
4. Bonita
5. Sultante tu
6. Noi amanti
7. Io più te
8. Che ne sai
9. Fà à pace cu mme
10. Emozionandomi ancora